# Cissone
Cissone (Cisson in piemontese) è un comune italiano di 78 abitanti della provincia di Cuneo in Piemonte.

## Geografia fisica

### Territorio
La borgata si trova su un'altura che domina una valletta coperta di boschi scavata dal rio Riavolo. Il territorio comunale è compreso tra i 417 e i 682 metri sul livello del mare e il capoluogo sorge a 661 metri di altitudine.
Cissone confina a ovest e a nord con Roddino, a est con Serravalle Langhe, a sud con Bossolasco e Dogliani.

## Società

### Evoluzione demografica
Abitanti censiti

## Amministrazione
Di seguito è presentata una tabella relativa alle amministrazioni che si sono succedute in questo comune.
| Periodo           | Periodo         | Primo cittadino     | Partito                               | Carica      | Note  |
| ----------------- | --------------- | ------------------- | ------------------------------------- | ----------- | ----- |
| 30 settembre 1988 | 28 gennaio 1989 | Tancredi Di Clarafo |                                       | Comm. pref. | [ 5 ] |
| 3 febbraio 1989   | 25 giugno 1990  | Ivano Gabutti       | Democrazia Cristiana                  | Sindaco     | [ 5 ] |
| 25 giugno 1990    | 13 giugno 1994  | Sergio Vivalda      | Democrazia Cristiana                  | Sindaco     | [ 5 ] |
| 13 giugno 1994    | 25 maggio 1998  | Sergio Vivalda      | -                                     | Sindaco     | [ 5 ] |
| 25 maggio 1998    | 28 maggio 2002  | Sergio Vivalda      | centro-sinistra                       | Sindaco     | [ 5 ] |
| 28 maggio 2002    | 29 maggio 2007  | Eugenio Baudana     | centro-destra                         | Sindaco     | [ 5 ] |
| 29 maggio 2007    | 7 maggio 2012   | Eugenio Baudana     | lista civica                          | Sindaco     | [ 5 ] |
| 7 maggio 2012     | 28 gennaio 2014 | Luigi Dellaferrera  | lista civica: campanile               | Sindaco     | [ 5 ] |
| 28 gennaio 2014   | 3 giugno 2014   | Francesco D'Angelo  |                                       | Comm. pref. | [ 5 ] |
| 26 maggio 2014    | in carica       | Eugenio Baudana     | lista civica: spighe e grappoli d'uva | Sindaco     | [ 5 ] |

### Altre informazioni amministrative
Il comune faceva parte della comunità montana Alta Langa e Langa delle Valli Bormida e Uzzone.